# Sean Dyche
Sean Mark Dyche (Kettering, 28 de junho de 1971) é um treinador de futebol e ex-futebolista inglês. Atualmente está sem clube.
Durante a sua carreira de jogador, Dyche jogou como defesa-central, estreando-se como profissional em 1990 pelo Chesterfield. Eventualmente tornou-se capitão do clube, guiando-os a uma semifinal da Taça de Inglaterra, onde marcou. Também jogou pelo Bristol City, Luton Town, Millwall, Watford e Northampton Town. Conquistou a subida de divisão com 3 dos seus 6 clubes. Após se reformar em 2007, trabalhou na equipa técnica do Watford, inclusive como treinador do clube entre junho de 2011 e julho de 2012.
Após deixar o Watford, Dyche assinou pelo Burnley, em outubro de 2012. A seu comando, o clube conquistou 2 promoções à Premier League em 3 anos (a segunda após terem sido relegados para o Championship em 2014–15). Após o Bournemouth e o seu treinador Eddie Howe descerem de divisão no final da temporada 2019–20, Dyche tornou-se o treinador mais antigo da Premier League. Sean Dyche foi despedido pelo Burnley em abril de 2022, após um desempenho pobre ao longo da época. Dyche assinou pelo Everton em janeiro de 2023.

## Carreira de Jogador
Dyche jogou na formação do Nottingham Forest no final dos anos 80, altura em que Brian Clough treinava a equipa sénior. Quando ingressou no Forest, Dyche media 1,70 m e pesava 63,5 kg. No entanto, num ano cresceu para 1,83 m e 76,2 kg. No início da carreira partiu a perna o que, segundo Dyche, limitou o seu futuro. Além disso, o membro ficou com uma ligeira deformidade ("dobra") permanente.
No início de 1990, Dyche deixou o Forest, sem nunca ter jogado pela equipa principal e assinou pelo Chesterfield, onde, mais tarde, se tornou capitão. Dyche fez parte da equipa do Chesterfield que alcançou as semifinais da Taça de Inglaterra em 1997. Nesse jogo, contra o Middlesbrough, marcou um penálti que colocou a sua equipa em vantagem por 2–0. No entanto, o jogo terminou 3–3 e, no replay, o Chesterfield perdeu por 3–0.
Em 1997, Dyche trocou o Chesterfield pelo Bristol City, ajudando-os a conquistar a promoção à Division One (atualmente chamado Championship) na sua primeira temporada. O Bristol City desceu novamente de divisão na época seguinte, durante a qual Dyche esteve emprestado ao Luton Town. Na temporada seguinte, assinou pelo Millwall, onde conquistou novamente a promoção à Division One, em 2001, e, na época seguinte, esteve perto de assegurar a promoção à Premier League, perdendo nos play-offs para o Birmingham City. Em 2002, assinou pelo Watford, onde jogou por 3 temporadas, a última como capitão do clube.
Em 2005, Dyche assinou pelo Northampton Town, onde fez parte da equipa que conquistou a subida à League One em 2005–06. Após Stuart Gray ser contratado como treinador, Dyche perdeu o seu lugar no plantel e foi dispensado no final da temporada 2006–07.

## Carreira de Treinador

### Watford
Reformado da carreira de futebolista, após ser dispensado pelo Northampton, Dyche regressou ao Watford, como treinador dos Sub-18, em 2007. Em julho de 2009, foi promovido a treinador adjunto do recém-contratado Malky Mackay. Em junho de 2011, Mackay deixou o clube para assinar pelo Cardiff City e Dyche foi promovido a treinador principal. O Watford terminou a temporada 2011–12 em 11º lugar no Championship, a melhor classificação do clube em 4 anos, mas uma mudança de proprietários do clube levou ao seu despedimento no final da época.

### Burnley

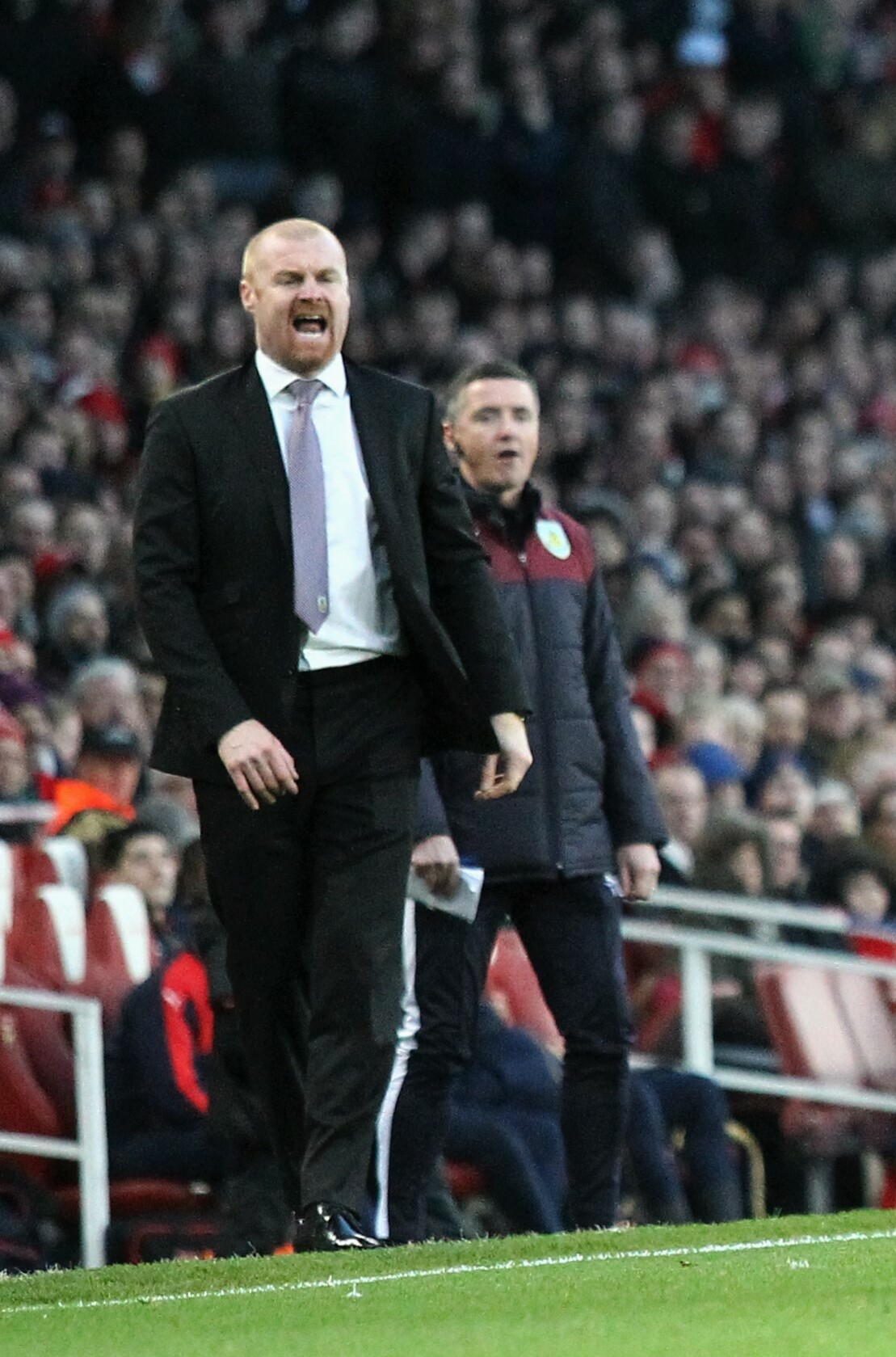
Dyche como treinador do Burnley em 2016

Em setembro de 2012, Dyche ingressou na Seleção Sub-21 de Inglaterra como membro temporário da equipa técnica. No entanto, no mês seguinte tornou-se treinador do Burnley, sucedendo a Eddie Howe, que tinha deixado o clube para regressar ao Bournemouth.
Dyche foi nomeado Treinador do Mês do Championship em setembro de 2013, tendo guiado o Burnley ao seu melhor início de temporada desde a sua fundação, em 1882. A equipa quebrou vários recordes internos de longa data e conquistou a promoção à Premier League, após 4 anos de ausência.
A passagem pela primeira divisão inglesa durou apenas uma temporada, com a despromoção a ser confirmada a 2 jogos do fim do campeonato.
Em fevereiro de 2016, Dyche renovou contrato com o Burnley. O treinador guiou de novo os Clarets à Premier League na época 2015–16, confirmando a subida de divisão numa vitória por 1–0 sobre o Queens Park Rangers a 2 de maio.
No seu segundo retorno à Premier League, o Burnley de Sean Dyche foi capaz de garantir a manutenção, terminando na 16ª posição.
Em janeiro de 2018, Dyche renovou novamente o contrato com o Burnley, desta vez até ao verão de 2022. Nessa temporada, o Burnley terminou em 7º lugar (a sua melhor classificação desde um º lugar em 1974), e garantiu a qualificação para a Liga Europa pela primeira vez em mais de meio século Após tal feito, o pub 'The Princess Royal' foi renomeado 'The Royal Dyche' em homenagem ao treinador.
A 15 de abril de 2022, após 9 anos e meio com o clube, Sean Dyche foi despedido pelo Burnley. No momento da sua demissão, os Clarets encontravam-se na zona de despromoção, 4 pontos atrás do Everton, com apenas 8 jogos até ao fim do campeonato. A decisão dos proprietários do clube de despedir Dyche foi amplamente criticada, com Phil McNulty, da BBC, a descrevê-la como "pânico cego". Mike Jackson foi nomeado treinador interino até ao fim da temporada, mas o Burnley acabou por terminar no 18º posto e a descer ao Championship.

### Everton
A 30 de janeiro de 2023, Dyche foi anunciado como treinador do Everton, clube da Premier League, assinando um contrato de 2 anos e meio, sucedendo a Frank Lampard.
No seu primeiro jogo no comando, a equipa venceu o líder da liga, o Arsenal, por 1–0.
Com Dyche, os resultados do Everton foram mistos. Antes da última jornada, a 28 de maio de 2023, o Everton encontrava-se na 17ª posição, com vantagem de 2 pontos sobre o Leicester City e o Leeds United. Nesta, o Everton venceu, em casa, o Bournemouth por 1–0, garantindo a manutenção na Premier League. Dyche foi demitido em 9 de janeiro de 2025, três horas antes da partida contra Peterborough pela FA Cup.

## Vida Pessoal
Sean Dyche nasceu em Kettering, Northamptonshire. O seu pai era consultor na British Steel Corporation, trabalhando no Egito, Índia e Corby. Dyche tem dois irmãos. Sean e a sua esposa Jane têm dois filhos. Um deles, Max Dyche, é futebolista profissional, atuando no Northampton Town. Na infância, Dyche era adepto do Liverpool.

## Estatísticas como Jogador
| Clube             | Temporada         | Campeonato        | Campeonato | Campeonato | FA Cup | FA Cup | EFL Cup | EFL Cup | Outros | Outros | Total | Total |
| Clube             | Temporada         | Divisão           | Jogos      | Golos      | Jogos  | Golos  | Jogos   | Golos   | Jogos  | Golos  | Jogos | Golos |
| ----------------- | ----------------- | ----------------- | ---------- | ---------- | ------ | ------ | ------- | ------- | ------ | ------ | ----- | ----- |
| Nottingham Forest | 1989–90           | First Division    | 0          | 0          | 0      | 0      | 0       | 0       | —      | —      | 0     | 0     |
| Chesterfield      | 1989–90           | Fourth Division   | 22         | 2          | —      | —      | —       | —       | 3      | 0      | 25    | 2     |
| Chesterfield      | 1990–91           | Fourth Division   | 28         | 2          | 1      | 0      | 1       | 0       | 2      | 0      | 32    | 2     |
| Chesterfield      | 1991–92           | Fourth Division   | 42         | 3          | 1      | 0      | 2       | 0       | 1      | 0      | 46    | 3     |
| Chesterfield      | 1992–93           | Third Division    | 20         | 1          | 0      | 0      | 0       | 0       | 2      | 0      | 22    | 1     |
| Chesterfield      | 1993–94           | Third Division    | 20         | 0          | 1      | 0      | 2       | 0       | 2      | 0      | 25    | 0     |
| Chesterfield      | 1994–95           | Third Division    | 22         | 0          | 2      | 0      | 0       | 0       | 3      | 0      | 27    | 0     |
| Chesterfield      | 1995–96           | Second Division   | 41         | 0          | 2      | 0      | 2       | 0       | 3      | 0      | 48    | 0     |
| Chesterfield      | 1996–97           | Second Division   | 36         | 0          | 6      | 1      | 2       | 0       | 0      | 0      | 44    | 1     |
| Chesterfield      | Total             | Total             | 231        | 8          | 13     | 1      | 9       | 0       | 16     | 0      | 269   | 9     |
| Bristol City      | 1997–98           | Second Division   | 11         | 0          | 0      | 0      | 1       | 0       | 0      | 0      | 12    | 0     |
| Bristol City      | 1998–99           | First Division    | 6          | 0          | 0      | 0      | 2       | 0       | —      | —      | 8     | 0     |
| Bristol City      | Total             | Total             | 17         | 0          | 0      | 0      | 3       | 0       | 0      | 0      | 20    | 0     |
| Luton Town (emp.) | 1998–99           | Second Division   | 14         | 1          | —      | —      | —       | —       | 1      | 0      | 15    | 1     |
| Millwall          | 1999–2000         | Second Division   | 1          | 0          | 0      | 0      | 0       | 0       | 0      | 0      | 1     | 0     |
| Millwall          | 2000–01           | Second Division   | 33         | 0          | 2      | 0      | 1       | 0       | 0      | 0      | 36    | 0     |
| Millwall          | 2001–02           | First Division    | 35         | 3          | 2      | 0      | 2       | 0       | —      | —      | 39    | 3     |
| Millwall          | Total             | Total             | 69         | 3          | 4      | 0      | 3       | 0       | 0      | 0      | 76    | 3     |
| Watford           | 2002–03           | First Division    | 24         | 0          | 0      | 0      | 1       | 0       | —      | —      | 25    | 0     |
| Watford           | 2003–04           | First Division    | 25         | 0          | 1      | 0      | 1       | 0       | —      | —      | 27    | 0     |
| Watford           | 2004–05           | Championship      | 23         | 0          | 0      | 0      | 3       | 0       | —      | —      | 26    | 0     |
| Watford           | Total             | Total             | 72         | 0          | 1      | 0      | 5       | 0       | —      | —      | 78    | 0     |
| Northampton Town  | 2005–06           | League Two        | 35         | 0          | 1      | 0      | 2       | 0       | 0      | 0      | 38    | 0     |
| Northampton Town  | 2006–07           | League One        | 21         | 0          | 2      | 0      | 1       | 0       | 0      | 0      | 24    | 0     |
| Northampton Town  | Total             | Total             | 56         | 0          | 3      | 0      | 3       | 0       | 0      | 0      | 62    | 0     |
| Total de Carreira | Total de Carreira | Total de Carreira | 459        | 12         | 21     | 1      | 23      | 0       | 17     | 0      | 520   | 13    |

1. ↑  Jogos nos play-offs da Fourth Division
2. 1 2  Jogo(s) no Associate Members' Cup
3. 1 2 3 4 5  Jogo(s) no Football League Trophy

## Estatísticas como Treinador
- Atualizado até 28 de maio de 2023[37]

| Clube   | De                    | A                   | Resultados | Resultados | Resultados | Resultados | Resultados |
| Clube   | De                    | A                   | J          | V          | E          | D          | %V         |
| ------- | --------------------- | ------------------- | ---------- | ---------- | ---------- | ---------- | ---------- |
| Watford | 21 de junho de 2011   | 6 de julho de 2012  | 49         | 17         | 17         | 15         | 34,7       |
| Burnley | 30 de outubro de 2012 | 15 de abril de 2022 | 425        | 149        | 118        | 158        | 35,1       |
| Everton | 30 de janeiro de 2023 | Presente            | 18         | 5          | 6          | 7          | 27,8       |
| Total   | Total                 | Total               | 492        | 171        | 141        | 180        | 34,8       |

## Títulos

### Jogador
Millwall
- Second Division: 2000–01[38]

### Treinador
Burnley
- Championship: 2015–16[39]

Individual
- Treinador do Mês da Premier League: março de 2018, fevereiro de 2020[39], abril de 2024
- Treinador do Mês do Championship: setembro de 2013, outubro de 2013, abril de 2014, fevereiro de 2016